# البطحاء (العديد)
البطحاء هي مدينة ساحلية حدودية مع دولة الإمارات، تتبعُ لمُحافظة العديد في المِنطقة الشرقيَّة في المَملكة العربيَّة السعوديَّة.

## الموقع
تقع البطحاء جنوب شرق مدينة الهفوف وسلوى، وتبعد عن محافظة الأحساء مسافةَ 195 كيلومترًا، وعن العاصمة الرياض مسافة 500 كيلومترًا، وعن أبو ظبي عاصمة الإمارات مسافة 340 كيلومترًا.

## النقل
يمر عبر المدينة عدة طرق أهمها:
- الطريق السريع 95 والذي يبدأ شمالا من حدود دولة الكويت منفذ الخفجي في الجانب السعودي إلى منفذ البطحاء من حدود دولة الإمارات على مسافة 646 كم.[1]
- الطريق السريع 10: منفذ البطحاء - حرض - الخرج - السليل - أبها - الدرب.

## منفذ البطحاء
ويقع بالبطحاء المنفذ الحدوي البري بين الإمارات والسعودية، تقوم بإدارة المنفذ كلٌ من وزارة الداخلية السعودية ووزارة المالية السعودية وتقدم الخدمات للمسافرين فيه من خلال الجوازات والجمارك والشرطة والمرور والهلال الأحمر السعودي وحرس الحدود والدفاع المدني.